# 宮井加奈
宮井 加奈（みやい かな）は、日本のアニメーター、キャラクターデザイナー。元スタジオ・ワンパック所属。代々木アニメーション学院大阪校出身。

## 参加作品

### テレビアニメ
- 我が家のお稲荷さま。（原画・第二原画）
- ネオ アンジェリーク Abyss -Second Age-（原画）
- イタズラなKiss（原画）
- RD 潜脳調査室（原画）
- スレイヤーズREVOLUTION（原画）
- 隠の王（原画）
- 黒塚 KUROZUKA（作画監督・原画）
- とある魔術の禁書目録（原画）
- 伯爵と妖精（原画）
- 鋼殻のレギオス（作画監督・原画・第二原画）
- 名探偵コナン（作画監督・原画・OP原画）
- はじめの一歩 New Challenger（作画監督補佐・原画）
- BLEACH（原画）
- 戦国BASARA（原画）
- 化物語（原画）
- ジュエルペット（原画）
- アスラクライン2（作画監督）
- おまもりひまり（原画）
- ケロロ軍曹（原画）
- いちばんうしろの大魔王（原画）
- WORKING!!（原画）
- 伝説の勇者の伝説（作画監督）
- うたの☆プリンスさまっ♪ マジLOVE1000%（作画監督）
- Persona4 the ANIMATION（作画監督）
- 妖狐×僕SS（原画）
- だから僕は、Hができない。（作画監督）
- 境界線上のホライゾンII（作画監督・原画）
- 猫物語（黒）（作画監督・原画）
- ビビッドレッド・オペレーション（原画）
- 進撃の巨人（作画監督）
- ムシブギョー（作画監督）
- 〈物語〉シリーズ セカンドシーズン（作画監督・原画）
- ストライク・ザ・ブラッド（作画監督・原画）
- ドラゴンコレクション（作画監督）
- RAIL WARS!（作画監督・原画）
- さばげぶっ!（作画監督）
- 異能バトルは日常系のなかで（作画監督）
- 憑物語（作画監督・原画）
- ポケットモンスター XY（原画）
- 山田くんと7人の魔女（作画監督）
- 城下町のダンデライオン（サブキャラクター・衣装デザイン）
- 終物語（作画監督）
- ハッカドール THE あにめ〜しょん（作画監督）
- 魔装学園H×H（キャラクターデザイン）
- BanG Dream!（作画監督）
- 魔法陣グルグル（原画）
- たくのみ。（総作画監督）
- PERSONA5 the Animation（作画監督）
- ゾイドワイルド（作画監督）
- 五等分の花嫁（作画監督）
- マギアレコード 魔法少女まどか☆マギカ外伝（メインアニメーター[2]・作画監督）
- アサルトリリィ BOUQUET（作画監督）
- 俺だけ入れる隠しダンジョン（作画監督）
- 美少年探偵団（作画監督）
- 古見さんは、コミュ症です。（2021年 - 、第24話原画）
- RWBY 氷雪帝国 (2022年、メインアニメーター)
- 女神のカフェテラス（2023年、作画監督）
- 薬屋のひとりごと（2023年 - 2024年、サブキャラクターデザイン・作画監督・総作画監督）
- 〈物語〉シリーズ オフ&モンスターシーズン（2024年、作画監督・総作画監督）
- 笑顔のたえない職場です。（2025年、キャラクターデザイン[3]）
- ヴィジランテ-僕のヒーローアカデミア ILLEGALS-（2025年、原画）

### 劇場アニメ
- 劇場版ポケットモンスター ベストウイッシュ 神速のゲノセクト ミュウツー覚醒（2013年、原画）
- ポケモン・ザ・ムービーXY 破壊の繭とディアンシー（2014年、原画）
- ピカチュウとポケモンおんがくたい（2015年、原画）
- 映画 妖怪ウォッチ エンマ大王と5つの物語だニャン!（2015年、原画）
- デジモンアドベンチャー tri. 第2章「決意」（2016年、原画）
- デジモンアドベンチャー tri. 第3章「告白」（2016年、原画）